# 대구 동화사 금당암 동·서 삼층석탑
대구 동화사 금당암 동·서 삼층석탑은 대한민국 대구광역시 동화사 금당암의 극락전 앞에 있는, 남북국 시대 신라의 삼층석탑 2기이다. 1963년 1월 21일 대한민국의 보물 제247호로 지정되었다. 

## 개요
동화사 금당암의 극락전 앞에 동·서로 서 있는 2기의 석탑으로, 두 탑 모두 2단의 기단(基壇)위에 3층의 탑신(塔身)을 세운 모습이다.
먼저 동쪽의 탑은 2단의 기단 대부분이 나중에 보수된 것이라서 돌을 다룬 수법과 끝맺음 처리 부분에서 조화를 잃어버리고 있다. 위층 기단의 각 면에는 가운데와 모서리에 기둥 모양을 새겼다. 탑신의 몸돌과 지붕돌을 각각 따로 새겨 쌓아 올렸으며, 각 몸돌에는 모서리마다 기둥 모양의 조각을 두었을 뿐 다른 장식은 없다. 지붕돌은 밑면의 받침이 4단씩 새겨져 있다. 꼭대기에는 머리장식으로 노반(露盤:머리장식받침), 복발(覆鉢:엎어놓은 그릇모양의 장식), 앙화(仰花:솟은 연꽃모양의 장식), 보주(寶珠:연꽃봉오리모양의 장식)가 차례로 올려져 있다. 
서탑은 위층 기단의 두 면에 가운데에만 기둥 모양을 새기고, 반대쪽 면의 기둥 사잇돌을 밀어넣어 그 돌로 모서리기둥을 삼았다. 탑신부의 각 층 몸돌과 지붕돌은 각각 한 돌로 이루어져 있으며, 몸돌은 모서리마다 기둥을 본 뜬 조각을 두었다. 지붕돌은 밑면의 받침이 4단씩이다. 꼭대기에는 머리장식을 받치던 네모난 돌만 남아 있고, 그 위로 머리장식부의 무게중심을 지탱하던 쇠꼬챙이가 솟아 있다. 1957년에 탑을 해체하여 복원하였는데, 그 속에서 조그만 탑 99개와 부처님의 사리를 담아두는 장치가 나왔다. 
이 두 탑은 부분적으로 없어진 머리장식을 빼고는 조각의 양식이나 끝맺음 수법이 서로 비슷하고, 균형 또한 잘 이루어져 경쾌한 느낌을 준다. 기단과 탑신, 그리고 머리장식부의 세부적인 양식에서 통일신라시대 후기의 전형적인 탑의 모습을 보여주고 있다.

## 참고 문헌
- 대구 동화사 금당암 동·서 삼층석탑 - 국가유산청 국가유산포털